# Zlatko Miksić – Fuma
Zlatko Miksić-Fuma (Zagreb, 1946. – Zagreb, 1982.), je rano preminuli hrvatski basist poznat po svom djelovanju u rock sastavima Zlatni Akordi i Parni valjak.

## Životopis
Fuma je bio zagrebački veteran ranog rocka iz 1960-ih godina, on je zajedno sa svojim bratom Ivanom Miksićem, bio jedan od osnivača sastava Zlatni akordi 1963. godine. Nakon toga Fuma je svirao u sastavu Pink elephant band, Waltera Neugebauera - Nene, bivšeg orguljaša sastava Mladi (1970. – 1973./1974.) s kojim je nastupao po klubovima Zapadne Njemačke.Zatim se vraća u Jugoslaviju i pridružuje koparskom sastavu Bumerang, nakon deset mjeseci svirke s njima rada odlazi u JNA. Po povratku iz vojske ponovno okuplja Zlatne Akorde 1975., ali ih ubrzo napušta zajedno s bubnjarem Srećkom Antoniolijom. Njih dvojica su uz Juricu Pađena, Huseina Hasanefendića i Akija Rahimovskog osnovali Parni valjak.
Zlatko Miksić-Fuma, svirao je bas na prvom singlu Azre iz 1979. Balkan/A šta da radim, jer tada Azra nije imala basista, a njegov kolega iz sastava Parni valjak Husein Hasanefendić - Hus bio je Azrin producent (i on je svirao gitaru na tim snimkama).
Od 1980. Zlatko Miksić-Fuma ponovno svira u novom sastavu Waltera Neugebauera The Cadilac.
1982. Zlatko Miksić je sa sastavom The Cadillac nastupao na festivalu Kajkavske popevke s pjesmom Vu temu je... Vladimira Kosa.

## Pogledajte i ovo
- Zlatni akordi
- Parni valjak